# Candi

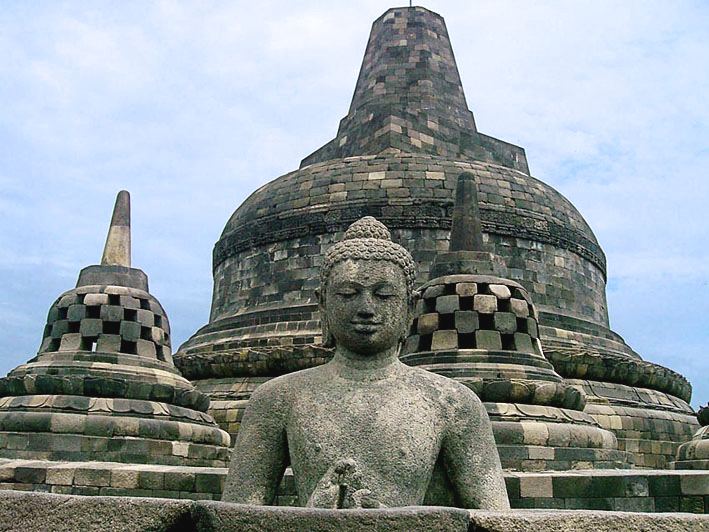
Buda en una estupa abierta y con la estupa principal de Borobudur atrás.

Un candi (tʃandi) es un templo hindú o templo budista en Indonesia, la mayoría construidos durante el zaman Hindu-Buddha  o "período de Indianización", entre los siglos IV al XV.
El Great Dictionary of the Indonesian Language of the Language Center [Gran Diccionario de la Lengua de Indonesia del Centro de Idiomas] define un «candi» como un antiguo edificio de piedra utilizado para el culto, o para alojar las cenizas de reyes o sacerdotes hindúes o budistas incinerados. Los arqueólogos indonesios describen los candis como edificaciones sagrados del patrimonio hindú y budista, utilizados para los rituales religiosos y ceremonias en Indonesia. Sin embargo, antiguas edificaciones seculares como puertas, ruinas urbanas, estanques y lugares de baño son a menudo llamadas "candi", mientras que los santuarios que sirve específicamente como tumbas se llaman "cungkup" .
En la arquitectura balinesa hindú, el término  candi se refiere a una edificación de piedra o ladrillo de un santuario de una única cámara, con pórtico, entrada y escaleras, rematado con una cubierta piramidal y situado dentro de un pura. A menudo sigue el modelo de los templos del este de Java, y funcionan como un santuario para una determinada deidad. Para los balineses, un candi no es necesariamente antiguo, ya que candis siguen siendo (re)construidos dentro de estas puras, como el templo reconstruido en Alas Purwo, Banyuwangi.
En la perspectiva budista de Indonesia contemporánea, candi también se refiere a un santuario, ya sea antiguo o nuevo. Varios viharas  contemporáneos de Indonesia, por ejemplo, tienen una réplica de tamaño real o una reconstrucción de famosos templos budistas, como los templos perwara (pequeños) réplicas de Pawon y de Plaosan. En el budismo, el papel de un candi como un santuario a veces es intercambiable con el de una estupa, una edificación en forma de cúpula para alojar reliquias budistas o las cenizas de la cremación budistas sacerdotes, los clientes o benefactores. Borobudur, Muara Takus y Batujaya por ejemplo, son en realidad elaboradas estupas.
En la moderna lengua indonesia, el término candi se puede traducir como "templo" o edificación similar, en especial de las creencias hindúes y budistas. Así templos de Camboya (tales como Angkor Wat), Champa (Vietnam Central y del Sur), Tailandia, Myanmar y la India son llamados en Indonesia candis.

## Localización

Mapa con la localización de los principales candis del llamado 'período clásico indonesio' o 'período hindú-budista'. Los puntos negros son hindúes y los puntos rojos, budistas.

La alta concentración de candis es especialmente densa en el kabupaten de Sleman en Yogyakarta, también en Magelang y Klaten en Java Central; que corresponde a la región histórica de la llanura de Kedu (valle del río Progo, área de Temanggung-Magelang-Muntilan) y la llanura de Kewu (valle del río Opak, alrededor de Prambanan), la cuna de la civilización javanesa. Otros candis importantes con complejos de templos incluyen las áreas de Malang, Blitar y Trowulan en Java Oriental. Java Occidental también contiene una pequeña cantidad de templos como Batujaya y Cangkuang. 
Fuera de Java, el tipo de templo candi se puede encontrar en Bali, Sumatra y el sur de Kalimantan, aunque son bastante escasos. En Sumatra, dos sitios excepcionales se destacan por su densidad de templos; los complejos del candi Muaro Jambi en Jambi y Padang Lawas o complejo Bahal en el norte de Sumatra.
Los candis pueden construirse en terreno llano o irregular. Los templos de Prambanan y Sewu, por ejemplo, están construidos en terrenos planos y bajos, mientras que los candis de Gedong Songo e Ijo están construidos en terrazas de colinas en terrenos más altos o en las laderas de las montañas. Borobudur, por otro lado, está construido sobre una colina de roca madre. La posición, la orientación y la organización espacial de los templos dentro del paisaje, así como sus diseños arquitectónicos, fueron determinados por factores socioculturales, religiosos y económicos de las personas, el sistema político o la civilización que los construyó y los sustentó.